# Гребанье, Майкл
Майкл Питер Гребанье́ (англ. Michael Peter Grebanier; род. 26 апреля 1937, Нью-Йорк) — американский виолончелист.
Родился в Нью-Йорке, учился у Карла Циглера, затем в Кёртисовском институте у Орландо Коула. В студенческие годы выиграл Наумбурговский конкурс молодых исполнителей (1957). Играл в Питтсбургском симфоническом оркестре, в 1964—1977 годах — первая виолончель. C 1977 года первая виолончель Сан-Францисского симфонического оркестра. Одновременно выступает как камерный музыкант: записал альбом виолончельных сонат Прокофьева (с пианисткой Джанет Гугенхайм), все произведения для виолончели и фортепиано Рахманинова, исполнил все сонаты для виолончели и фортепиано Бетховена (вместе с Малкольмом Фрейджером) и др.